# ディトマス・アベニュー駅
ディトマス・アベニュー駅（Ditmas Avenue）はブルックリン区ケンジントンのディトマス・アベニューとマクドナルド・アベニューの交差点に位置するニューヨーク市地下鉄INDカルバー線の駅である。F系統が終日停車する。

## 歴史
1919年3月16日に駅は開業した。1954年10月30日にカルバー勾配線が接続される前は南行ホームは島式ホームで、西側にも線路があった。
北でBMTカルバー線は37丁目と38丁目の間を走り、13番街駅とフォート・ハミルトン・パークウェイ駅に停車し、9番街駅の下層階に接続していた。
IND線との接続が完成後は、駅より北のBMT線はカルバー・シャトルとなったが、1975年5月11日に廃止、南行ホームは相対式ホームになり、西側の線路は撤去された。

## 駅構造
| P プラットホーム階 | 相対式ホーム、右側ドアが開く | 相対式ホーム、右側ドアが開く                                       |
| P プラットホーム階 | 北行緩行線                   | ← ジャマイカ-179丁目駅行き（チャーチ・アベニュー駅）               |
| P プラットホーム階 | 混雑方向 急行線              | → 定期列車なし                                                     |
| P プラットホーム階 | 南行緩行線                   | → コニー・アイランド-スティルウェル・アベニュー駅行き（18番街駅）→ |
| P プラットホーム階 | 相対式ホーム、右側ドアが開く |                                                                    |
| P プラットホーム階 | 路盤                         | 旧 カルバー・シャトル                                              |
| M                  | 改札階                       | 改札、駅員詰所、メトロカード販売機                                 |
| G                  | 地上階                       | 出入口                                                             |

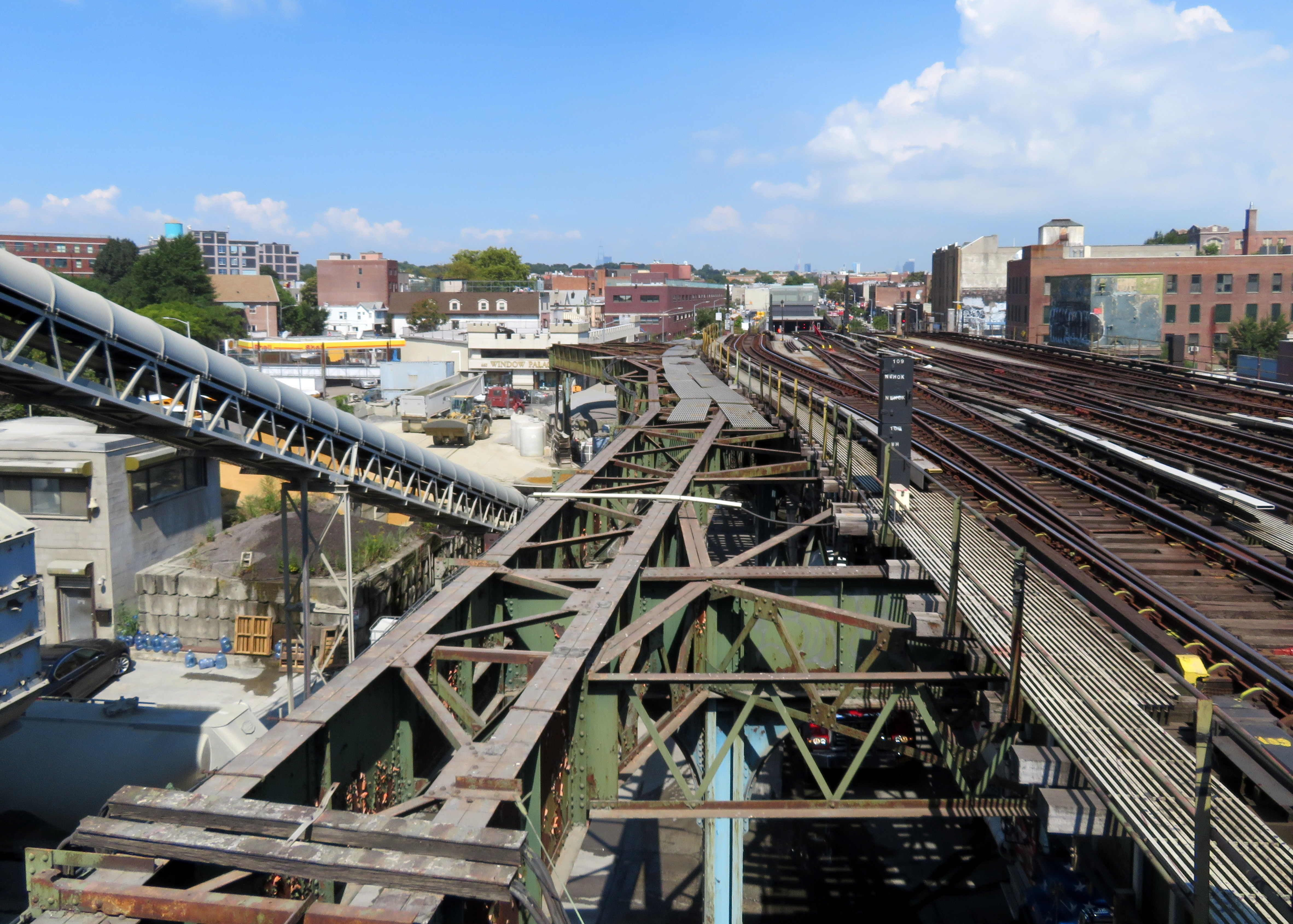
カルバー・シャトルの跡

相対式ホーム2面3線の高架駅で、中央の急行線は未使用である。マンハッタン方面ホームには廃止された塔がある。
マクドナルド・アベニュー西側にカルバー・シャトルの痕跡が残っている。

### 出入口
駅の南北両端に改札がある。南側のみ終日開いている。北側からはマクドナルド・アベニューとコーテルユー・ロードの交差点南西、南東に通じ、南側からはマクドナルド・アベニューとディトマス・アベニューの交差点北西、北東に通じる。

## 配線
駅の南に南行緩行線と急行線の間に両渡り線がある。また、急行線から北行緩行線への片渡り線も設置されている。廃止されたシャトル用線路は駅の南で南行緩行線に合流していた。
駅の北で急行線は南北別に分離し地下へ入る。また、緩急間の片渡り線（いずれも南が緩行線側）がある。